# Louis de Baillet Latour
Louis-Willebrord-Antoine de Baillet Latour ook wel genaamd de Baillet-Merlemont (Latour, 12 februari 1758 - Brussel, 1 september 1836) was een Zuid-Nederlands generaal in Oostenrijkse en vervolgens in Napoleontische dienst.
Hij was een jongere broer van Maximiliaan de Baillet Latour en zou onder diens commando eveneens aan een militaire carrière beginnen.
Tijdens de veldtocht tegen het revolutionaire Frankrijk van 1792-1793 werd hij luitenant-generaal.
Hij was bevelhebber van een van de colonnes van het Oostenrijkse leger dat in Slag bij Hohenlinden (1800) verpletterend werd verslagen door Moreau. 
Gebruik makend van de kort daarop afgekondigde Vrede van Lunéville trouwde hij in de Frans geworden Nederlanden met Angélique de Baillet de Merlemont, erfdochter van de familietak die de heerlijkheid Merlemont bezat. Zij kregen één zoon, Georges.
In de Derde Coalitieoorlog nam Louis de Baillet het bevel van een divisie in het legerkorps van Franz von Werneck. Zij werden echter in de Slag bij Ulm (1805) omsingeld door de Fransen en waren gedwongen te capituleren. Hij werd vrijgelaten onder de voorwaarde dat hij zijn erewoord gaf voor de verdere duur van de oorlog terug te keren naar Wenen.
Vanaf maart 1806 werd hij gouverneur van Stiermarken en Karinthië.
In 1810 gaf hij gehoor aan een oproep van Napoleon Bonaparte aan de ballingen afkomstig uit de door Frankrijk veroverde gebieden om 
terug te keren. Hij nam ontslag uit het keizerlijke leger en bood zijn diensten aan Napoleon aan. Deze zou hem in maart 1811 benoemen tot divisiegeneraal. Hij werd belast met het lichten van drie infanterieregimenten voor de creatie van de Grande Armée en zou de veldtocht van Napoleon naar Rusland meemaken.
Na Napoleons abdicatie ging hij op rust.
Napoleon had hem benoemd in het Legioen van Eer. Koning Lodewijk XVIII van Frankrijk kende hem de Orde van de Heilige Lodewijk toe.
Eind 1824 kreeg hij van koning Willem I der Nederlanden de erkenning van zijn adeldom en verheffing tot graaf. 